# Can Janet
Can Janet és una masoveria de Taradell (Osona) inclosa a l'Inventari del Patrimoni Arquitectònic de Catalunya.

## Descripció
Petita masoveria de planta rectangular (7x10), coberta a dues vessants amb el carener perpendicular a la façana situada a migdia. Consta de planta baixa i primer pis i presenta diversos cossos afegits. La façana té un portal rectangular, fet amb gres de Folgueroles, i al primer pis s'hi obre un balcó amb la llinda datada del 1804, el qual comunica amb el porxo que s'adossa a la meitat dreta de la façana. És cobert a dues vessants i el carener segueix la mateixa direcció del cos principal. La part baixa és destinada a dependències agrícoles i al primer pis s'hi obren dues balconades sostingudes pels murs i el pilar de l'angle. A llevant s'hi conserven espieres. A tramuntana s'hi adossa un cobert construït amb pedra i totxo, en aquest sector hi ha una finestra de pedra amb ampit. A ponent s'hi adossen petits cossos. Aquest sector es construït en pedra sense rejuntar. L'estat de conservació és bo.

## Història
Petita masoveria que fa de termal eclesiàstic entre Taradell i Santa Eugènia. No trobem cap document que faci esment de la masia però la llinda datada de la façana ens fa suposar que es construí a principis del segle xix. És una masoveria del Ricart.